# فرانسيس كافاناف
فرانسيس كافاناف (بالإنجليزية: Frances Kavanaugh)‏ هي كاتبة سيناريو أمريكية، ولدت في 5 فبراير 1915، وتوفيت في 23 يناير 2009.

## روابط خارجية
- فرانسيس كافاناف على موقع IMDb (الإنجليزية)
- فرانسيس كافاناف على موقع قاعدة بيانات الفيلم (الإنجليزية)